# Joseph Welzenbacher
Joseph Welzenbacher was een Duits wielrenner. Hij nam deel aan de Olympische Zomerspelen van 1896 in Athene.
Welzenbacher nam deel aan de 100 kilometer, maar samen met zes anderen eindigde hij niet. Alleen de Fransman Léon Flameng en de Griek Georgios Kolettis finishten. Ook bij de 12-uren race finishte hij niet.